# جیا خان

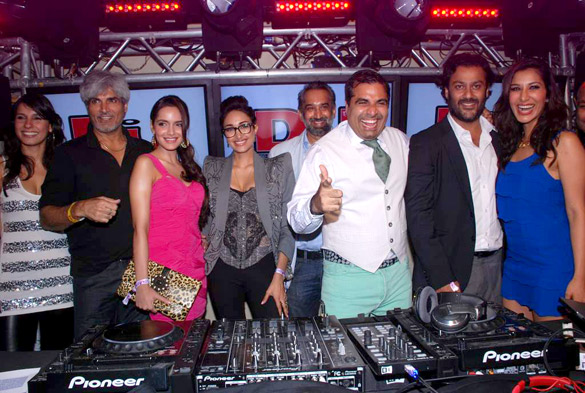
جیا خان و آبیشک کاپور و تعدادی از بازیگران بالیوود

نفیسه‌خان (زاده ۲۰ فوریه ۱۹۸۸ - درگذشته ۳ ژوئن ۲۰۱۳) با نام جیا خان (به هندی:जीया ख़ान) نیز شناخته می‌شد، یک بازیگر هندی بریتانیایی بود که در فیلم‌های بالیوودی بازی می‌کرد. او نامش را قبل از شروع بازیگری در فیلم Nishabd در سال ۲۰۰۷ به جیاخان تغییر داد؛ و در سال ۲۰۰۸ در فیلم گجینی ظاهر شد. او سومین و آخرین بازی خود را در سال ۲۰۱۰ در فیلم Housefull انجام داد و در سال ۲۰۱۲ نام خود را به نام سابقش برگرداند. از سال‌های ۲۰۰۷ تا ۲۰۱۰ در سه فیلم سینمایی بازی کرد و به خاطر نخستین فیلمش کاندیدای دریافت جایزه شد.

## زندگی‌نامه
جیاخان در ۲۰ فوریه ۱۹۸۸ در نیویورک زاده شد و در لندن بزرگ شد. او دختر یک سرمایه‌دار هندی -آمریکایی به نام علی رضوی خان بود. مادرش ربیعه امین-خان نیز هنریپشه بوده‌است. او با خانواده اش زندگی می‌کرد. تئاتر را در استراسبورگ و انستیتوی سینمایی منهتن فراگرفت.

## زندگی هنری
برای بار اول، در سال ۲۰۰۷، با «آمیتاب بچان» در فیلم «نیشاب» به بازی پرداخت، او همچنین با بازیگران مشهور دیگری، همچون «عامر خان» ویا «آکشای کومار» هم همبازی شده بود.
در وب سایت «جیا خان»، ذکر شده، «جیا خان» از سن ۱۷ سالگی در شهر نیویورک به فراگیریِ حرفهٔ بازیگری (“متد”) و همچنین اجرای آثاری از شکسپیر می‌پرداخته‌است. وی بعدها به انجمن‌های دفاع از حقوق حیوانات نیز می‌پیوندد.

## مرگ

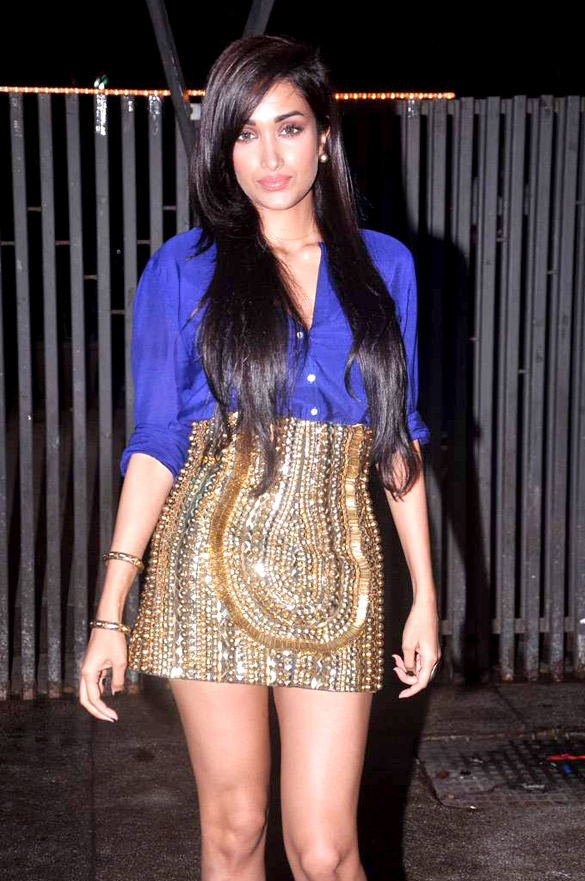

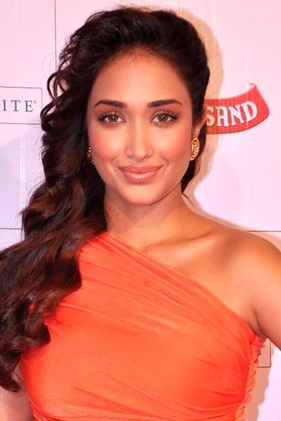

در ۳ ژوئن ۲۰۱۳ جسد آویزان او را که از سقف آپارتمانش در جوهوی بمبئی آویخته شده بود در اتاق خوابش پیدا کردند. بعد از اینکه احتمالاً خود را حلق آویز کرده و خودکشی کرده‌بود. وی که از افسردگی روانی رنج می‌برد اخیراً با مادرش به کشورش هند برگشته بود. مادر جیا خان، نامه‌ایی شش صفحه‌ایی از دخترش را اعلام کرد که در این نامه جیا خان از رابطهٔ پرتنش، و کشمکش‌های خود با همراه زندگی‌اش، شخصی به نام سورج پانچولی می‌نوشته‌است. پلیس صحت و سقم دست‌خط جیا خان را بررسی کرده‌است و بدین نتیجه رسیده‌است که این نامه را خود جیاخان نوشته‌است.
مادر جیاخان، در گفتگویی با خبرنگار شبکهٔ سی ان ان هند، اعلام‌کرده‌است که «سورج» دخترش را کتک می‌زده‌است، و جیا خان نیز از این رابطه بشدت ضربه می‌خورده‌است. او در ادامه نیز عنوان کرده‌است که آثار جراحت را، روی مچ دست دخترش دیده بود. ربیعه همچنین اعلام کرد، جیا خان و سورج یک سال همخانه بوده‌اند. پلیس نیز در ادامهٔ تحقیقات، از پزشکی که گفته‌می‌شود، فرزند جیاخان و سورج را، در گفتنی است که سورج، همانند پدر خودش، قصد داشته که وارد عرصه بازیگری شود و در نخستین فیلمش مشغول نقش آفرینی بوده‌است.
نتیجهٔ تحقیقات نشان می‌داد که او خودکشی کرده‌است. او یک نامهٔ شش صفحه ای نوشته و از خیانت، تجاوز دوست پسرش به او و مجبور کردنش به سقط جنین سخن گفته بود. نامهٔ او در رسانه‌های جمعی منتشر و دوست پسرش دستگیر شد. با این وجود پس از تحقیقات فراوان پلیس در سال ۲۰۱۶ اعلام کرد با توجه به زخم‌ها و خراشیدگی‌ها بر روی صورت و گردن که ناشی از تلاش برای نجات بود، و شواهد و قرائن دیگر مرگ او خودکشی نبوده و یک قتل برنامه‌ریزی شده به‌شمار می‌رود.

## گزیده فیلمشناسی
از فیلم‌ها یا برنامه‌های تلویزیونی که وی در آن نقش داشته‌است می‌توان به آثار زیر اشاره کرد.
- خانه شلوغ
- گجینی
- بدون هیچ سخنی